# Jüdische Gemeinde Jihlava

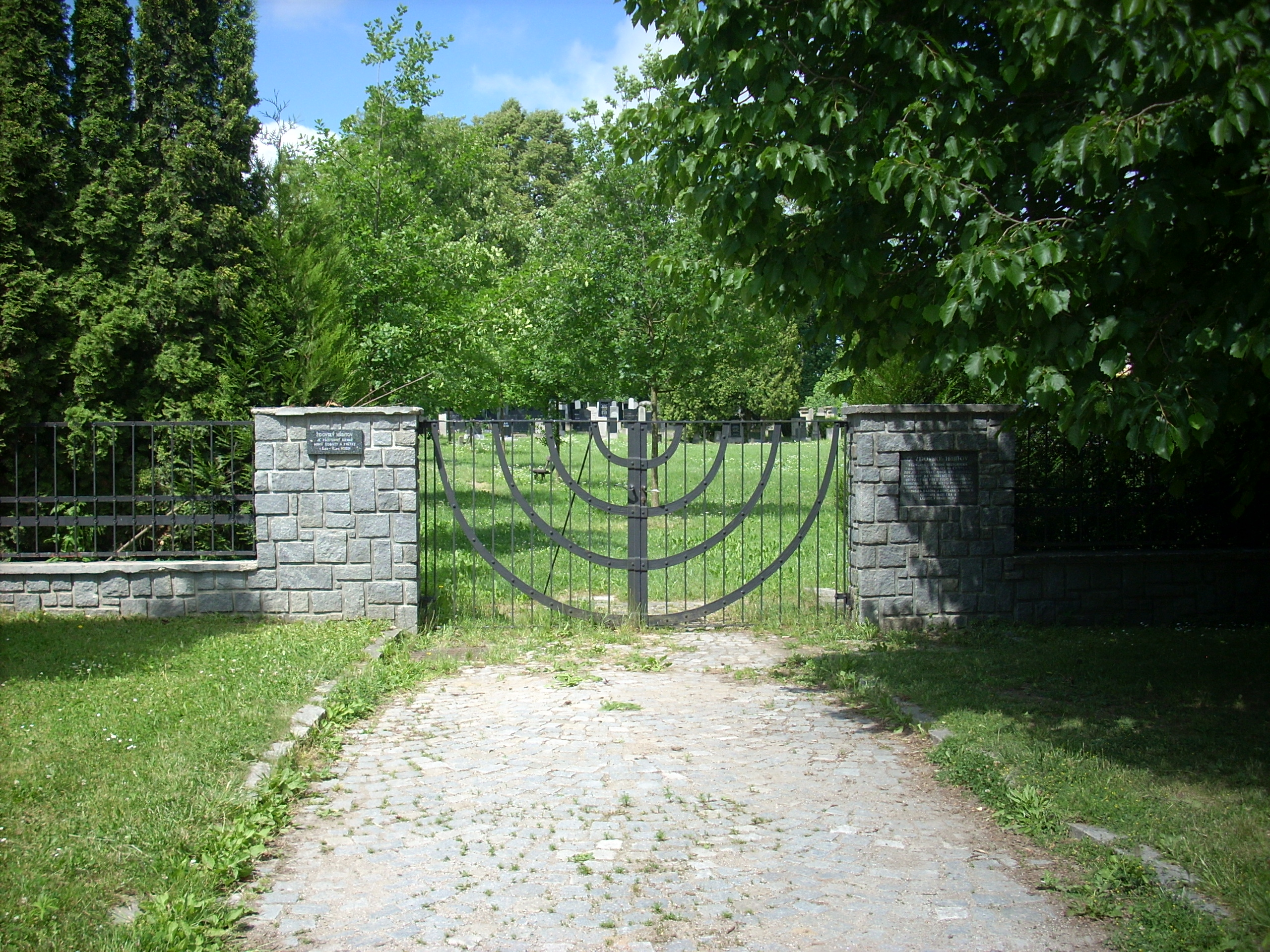
Eingang zum jüdischen Friedhof in Jihlava

Die erste Jüdische Gemeinde in Jihlava (deutsch Iglau), einer tschechischen Stadt im Okres Jihlava der Region Vysočina, entstand bereits im Mittelalter.

## Geschichte

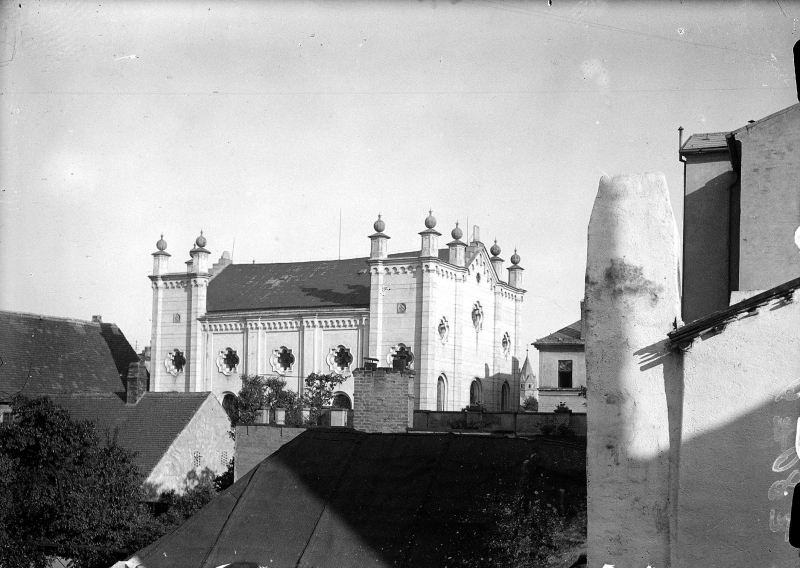
Synagoge in Jihlava, vor 1939

Mitte des 13. Jahrhunderts wurden Juden in Iglau erstmals erwähnt. In einer zum Stadtrecht gehörenden Urkunde, den Statuta Judaeorum von Otakar II., wurde in 32 Artikeln die Rechte und Pflichten der jüdischen Bevölkerung festgeschrieben.
Im 14. Jahrhundert wurde die Ansiedlung jüdischer Familien vom Markgrafen Karl, dem späteren Kaiser Karl IV., gefördert. Er versprach sich davon wirtschaftliche Impulse für die Region. Die jüdischen Familien wohnten in der Judengasse im Westen der Stadt, wo sie auch eine Synagoge einrichteten.
Anders als in den meisten Städten Mitteleuropas wurden die Juden in Iglau während der Pestzeit von 1348/49 nicht verfolgt. Der Landesherr gewährte ihnen Sicherheit des Lebens und Eigentums und befreite sie nach dem großen Stadtbrand von 1353 zeitweise von der Steuerlast.
Mit der zunehmenden Verschuldung christlicher Stadtbewohner, die ihren jüdischen Gläubigern Wucher vorwarfen, veränderte sich die Beziehung der Juden und Christen in der Stadt. Die Juden mussten 1426 die Stadt verlassen und dabei auf ihre Häuser und Schuldforderungen verzichten. Die Synagoge wurde als christliche Kapelle umgenutzt. Die vertriebenen Juden ließen sich in den benachbarten Orten wie Pullitz, Puklitz, Pirnitz und Triesch nieder.
Erst gegen Ende des 18. Jahrhunderts erhielten wieder einige privilegierte jüdische Familien ein Niederlassungsrecht in Iglau.
Nach 1848 zogen vermehrt Juden aus der Umgebung nach Iglau, wodurch die jüdische Gemeinde aufblühte. In der industriell aufstrebenden Stadt gelangten in den folgenden Jahrzehnten die jüdischen Kaufleute zu Wohlstand und Ansehen. Offiziell konstituierte sich die jüdische Kultusgemeinde im Jahre 1863. Der erste Rabbiner war ab 1860 Joachim Jakob Unger (1826–1912), der mehr als 50 Jahre hier wirkte.

### Zeit des Nationalsozialismus
Nach der sogenannten Sudetenkrise im Herbst 1938 kam es zu einer ersten großen Fluchtbewegung der Iglauer Juden. Aus Furcht vor einer möglichen deutschen Besetzung flüchteten sie sich ins tschechische Kernland. Gleichzeitig kamen jüdische Flüchtlinge aus den sudetendeutschen Gebieten in die Stadt.
Mit der deutschen Besetzung ab Mitte März 1939 begann die systematische Entrechtung der jüdischen Bevölkerung. Es fanden Plünderungen von jüdischen Geschäften statt und in der Synagoge wurde Feuer gelegt. Sie brannte völlig aus. Ebenso wurde die Zeremonienhalle auf dem jüdischen Friedhof in Brand gesetzt.
Im Jahr 1940 wurde ein Teil der Iglauer Juden gezwungen, die Stadt zu verlassen und in den umliegenden Dörfern Wohnung zu suchen. Die sogenannte Arisierung war bis zu diesem Zeitpunkt fast abgeschlossen.
Ab 1941 wurden alle Juden, ausgenommen die in sogenannter Mischehe lebenden, aus Iglau vertrieben oder nach Theresienstadt deportiert.
Unmittelbar nach Kriegsende wurde wieder eine jüdische Gemeinde gegründet, die wenig später aufgegeben wurde.
An der Stadtmauer, nahe dem Markt, erinnert eine Gedenktafel an die vielen hundert Opfer des Holocausts aus Iglau.

## Gemeindeentwicklung
| Jahr      | Juden                                       |
| --------- | ------------------------------------------- |
| 1837      | 17 Personen                                 |
| 1848      | 99 Personen                                 |
| 1857      | 221 Personen                                |
| 1869      | 1090 Personen (circa 5 % der Bevölkerung)   |
| 1880      | 1415 Personen (circa 6,3 % der Bevölkerung) |
| 1890      | 1497 Personen                               |
| 1900      | 1450 Personen                               |
| 1921      | 1180 Personen                               |
| 1930      | 1025 Personen (circa 3 % der Bevölkerung)   |
| 1938      | circa 700 Personen                          |
| Dez. 1941 | circa 25 Personen                           |